# فريق المتحرين الصغار
المتحرون الصغار (باليابانية: 少年探偵団، بالروماجي: Shōnen Tanteidan) مجموعة من شخصيات مانجا وأنمي المحقق كونان من تأليف غوشو أوياما. وهم مجموعة من طلاب مدرسة تيتان الابتدائية يسعون لحل القضايا الشائكة والالغاز الغامضة التي تعرض عليهم. تأسس الفريق بعد انتقال كونان إيدوجاوا إلى مدرسة تيتان الابتدائية بعد تخلص جسدة وبعد معرفة أيومي و ميتسوهيكو و غينتا أنه يسكن في منزل المحقق الشهير كوغورو موري. تم ضم كونان إلى مجموعتهم وتسميتها فريق المتحرين الصغار، وفي وقت لاحق انضمت آي هايبارا إليهم. أعلنت معلمتهم الانسة كوباياشي نفسها مشرفة عليهم.
لا أحد يوكلهم القضايا إلا نادرا، يتدخلون في عمل رجال الشرطة، أو يرجعون اليهم بعد حلهم للقضايا. فكثيرا ماتأتيهم القضايا صدفة فيتورطون فيها ويتدخل المحقق الصغير لحمايتهم، أو يطلب كونان منهم المساعدة حين لا يستطيع حل القضية بمفرده. اخترع لهم الدكتور أغاسا بعض الاختراعات لتساعدهم في عمل التحريات، كشارات الفريق والساعات المضيئة.
يلقبون نفسهم بالمتحرين الصغار . يضنون انهم هم من دائما يحل القضايا ولكن في الواقع كونان هوا من يحلها.

## كونان وفريق المتحرين الصغار
لا يعرف أعضاء فريق التحريات الصغير حقيقة كونان إلا هايبارا. ولكنهم يعرفون سر ربطة العنق المغير للصوت وذلك بعد أن استخدمها كونان أمامهم في العديد من القضايا. احيانا يطلب كونان مساعدتهم في حل بعض القضايا التي يصعب عليه حلها وحده، كما يحاول ابعادهم عن التدخل في عمل الشرطة، وفي حال غياب المحقق الصغير تقوم هايبارا بهذه المهمة .

## الأعضاء
|  | كونان إيدوغاوا      | -القائد الفعلي للفريق.                                         |
|  | آي هايبارا          | -انضمت إلى الفريق في وقت لاحق. - تقود الفريق عند غياب كونان.   |
|  | أيومي يوشيدا        | - أول عضو في الفريق. - تتمتع بقوة الملاحظة.                    |
|  | ميتسوهيكو تسوبورايا | - ذو ثقافة واسعة. - يكون صاحب الخطط البديلة في حال غياب كونان. |
|  | غينتا كوجيما        | - ينصب نفسه قائدا للفريق. - رجل العضلات في الفريق.             |

## آخرون (البالغين):
|  | هيروشي أغاسا    | - مخترع الادوات الخاصة للفريق.                                     |  |  |
|  | سوميكو كوباياشي | - معلمة في مدرسة تيتان الابتدائية. - تعتبر نفسها مشرفة على الفريق. |  |  |
|  | رومي واكاسا     | - معلمة مساعدة في مدرسة تيتان الابتدائية.                          |  |  |